# 石牌坊 (州背村)
石牌坊，位于中国广东省云浮市新兴县新城镇州背村，为新兴县的一个县级文物保护单位，类型为古建筑，公布时间为1987年12月。
石牌坊的历史年代为明代。